# Les Fugueurs
Les Fugueurs  (Earthly Possessions) est un téléfilm américain réalisé par James Lapine et diffusé sur HBO en  1999

## Synopsis
Il s'agit d'une adaptation du roman éponyme d’Anne Tyler décrivant une femme entre deux âges, Charlotte Emory, se rendant compte que sa vie n'a aucun sens. Elle a l'intention de retirer tout l’argent de son compte bancaire et de laisser son mari, un pasteur qui la délaisse depuis des années. C'est alors qu'un jeune braqueur de banque, Jack Simms Jr, l’attrape sous la menace d’une arme, la prend en otage, et l'emmène dans sa cavale.

## fiche technique
- Titre français : Les Fugueurs
- Tire original : Earthly Possessions
- Réalisateur : James Lapine
- Scénario :  Steven Rogers d'après le roman éponyme de Anne Tyler
- Producteurs : : Sue Jett, Tony Mark
- Photographie : David Franco
- Musique : Stephen Endelman
- Pays d’origine :  États-Unis
- Langue originale : anglais
- Genre : crime, drame, romance
- Durée	: 103 minutes
- Date de diffusion : 
  -  États-Unis : 20 mars 1999 sur HBO
  -  France : 29 décembre 1999

## Distribution
- Susan Sarandon (VF : Christine Delaroche) : Charlotte Emory
- Stephen Dorff (VF : David Krüger) : Jack Simms, Jr.
- Jay O. Sanders : Zack Emery
- Elisabeth Moss (VF : Aurélia Bruno) : Mindy